# Caravana de Madres Centroamericanas
La Caravana de Madres Centroamericanas en México es una marcha internacional que realizan madres de personas desaparecidas desde el año 2008. El Movimiento Migrante Mesoamericano.inicio un proceso de acompañamiento a la caravana algunos años después. Las madres recorren países como Nicaragua, Honduras, El Salvador y Guatemala y van formando un contingente hasta llegar a México.

## Historia
La Caravana fue fundada por Emeteria Martínez, -quien durante 21 años buscó a su hija desaparecida y siguió acompañando a las caravanas, pese a que la encontró con vida en 2010.-, Eva Ramírez, Rosa Nelly Santos entre otras quienes conformaban un grupo llamado COFAMIPRO de El Progreso Honduras, COFAMIDE  de El Salvador y diversas organizaciones de familiares de Guatemala. 